# Tanjay
Tanjay è una città componente delle Filippine, situata nella Provincia di Negros Oriental, nella Regione di Visayas Centrale.
Tanjay è formata da 24 baranggay:
- Azagra
- Bahi-an
- Luca
- Manipis
- Novallas
- Obogon
- Pal-ew
- Poblacion I (Barangay 1)
- Poblacion II (Barangay 2)
- Poblacion III (Barangay 3)
- Poblacion IV (Barangay 4)
- Poblacion V (Barangay 5)

- Poblacion VI (Barangay 6)
- Poblacion VII (Barangay 7)
- Poblacion VIII (Barangay 8)
- Poblacion IX (Barangay 9)
- Polo
- San Isidro
- San Jose
- San Miguel
- Santa Cruz Nuevo
- Santa Cruz Viejo
- Santo Niño
- Tugas